# Sillon alpin
| \| Grenoble Albertville Pontcharra Montmélian Combe de Savoie Val d'Arly Grésivaudan \| Localisation du sillon alpin |
| Grenoble Albertville Pontcharra Montmélian Combe de Savoie Val d'Arly Grésivaudan                                    |

Le sillon alpin est un territoire géographique situé en France au nord-est de Grenoble, dans les Alpes.
Géologiquement, le sillon alpin est une longue et large vallée qui s'étend d'Albertville à Grenoble, traversée par l'Isère. Les géologues ont montré que cette formation est complexe.
Sur le plan social et politique le sillon alpin est un territoire situé dans les Alpes françaises s'étendant sur environ 240 kilomètres de longueur en direction nord-est - sud-ouest et reliant Genève à Valence.
Le terme de « sillon alpin » est enfin utilisé dans le domaine ferroviaire pour désigner la ligne de chemin de fer allant de Genève à Valence par Chambéry et Grenoble : la « ligne du Sillon Alpin ».

## Définition
Le sillon alpin se trouve à l'ouest du massif des Alpes. Il y a une grande différence entre le sillon alpin « géologique » et l'idée urbanistique et politique de créer une région métropolitaine nommée « Sillon alpin ».
Dans chaque définition, les tronçons Grenoble - Montmélian font partie du sillon alpin. Dans ce sens, les Préalpes se trouvent juste à l'ouest du sillon alpin : les massifs des Bornes, Bauges, Chartreuse et Vercors. Dans le sens géologique il continue vers le nord par Albertville et le val d'Arly. Au sud de Grenoble, le sillon alpin s'élargit dans la région du Trièves. En revanche, la vallée du Grésivaudan continue vers l'ouest jusqu'à Tullins.
Dans le sens urbanistique, il relie au nord les villes de Chambéry, Aix-les-Bains, Annecy et Genève en Suisse. Dans le sud il est connecté avec la vallée du Rhône par Voreppe, Romans-sur-Isère et Valence.

## La « Métropole du Sillon alpin »

Les différents massifs des Alpes de l'ouest.

Cette idée de métropole comprend un territoire qui s'étend de Genève (Suisse) à Valence, en passant par les agglomérations d'Annemasse, d'Annecy, de Chambéry et de Grenoble. Cette région connaît un développement urbain majeur depuis les années 1980. Elle est communément divisée en deux parties : le sillon alpin nord entre Genève et Chambéry et le sillon alpin sud entre Chambéry et Valence. Le sillon alpin est amené à devenir un pôle métropolitain.
Le sillon alpin se situe en quasi-totalité en France. Avec l'agglomération de Genève, le territoire comprend également la Suisse à son extrémité nord. En France, le sillon alpin s'étend sur quatre départements, comprenant chacun au moins deux agglomérations de plus de 50 000 habitants (du nord au sud) :
- Haute-Savoie : Annemasse et Annecy ;
- Savoie : Aix-les-Bains et Chambéry ;
- Isère : Grenoble et Voiron ;
- Drôme : Romans-sur-Isère et Valence.

Parmi elles, les villes d'Annecy, Chambéry, Grenoble et Valence sont les chefs-lieux de leur département, et leurs agglomérations comptent plus de 100 000 habitants pour Annecy, Chambéry et Valence, et dépasse les 400 000 habitants pour Grenoble.
Plus largement, le sillon alpin est un espace historique, culturel, économique et universitaire. Il est en outre à la fois un concept et un espace informel fédérant plus d'1,1 million d'habitants (sans compter Genève) : un concept dans la mesure où ce territoire réunit des espaces géographiques et des villes connaissant des problématiques similaires et échangeant leurs expériences et leurs idées, et un espace informel du fait qu'il ne génère pas de politiques ou d'actions concrètes de terrain, et n'a aucune incidence directe sur la vie des citoyens.

### Transports

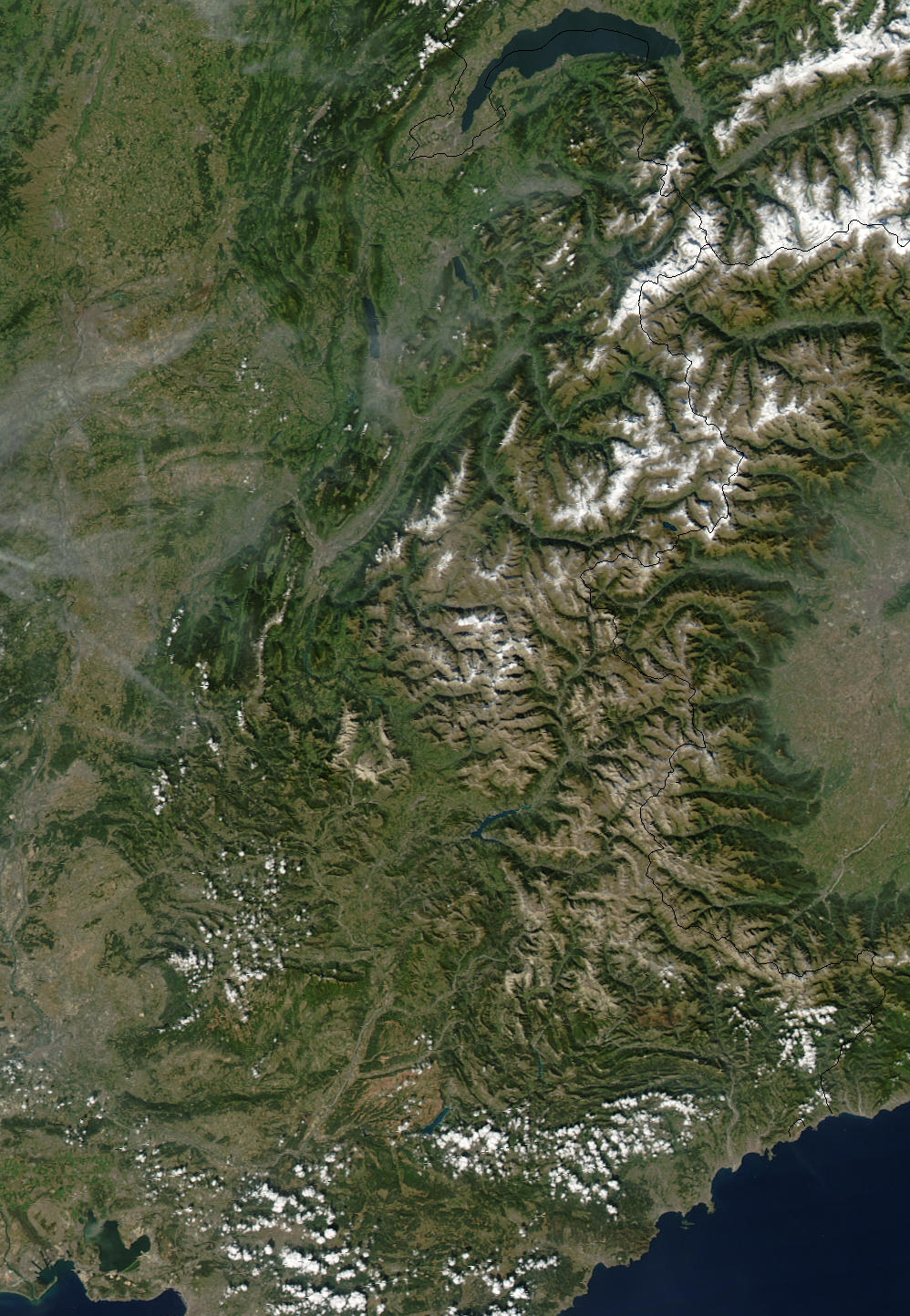
Image satellite des Alpes françaises.

Les autoroutes desservant le sillon alpin sont les autoroutes A41 (Liane et Alpine), A48 (Grenoble-Lyon) et A49 (Moirans-Valence). En matière ferroviaire, le sillon alpin est parcouru par la ligne du Sillon Alpin qui relie toutes les villes du territoire. L'achèvement de son électrification s'est faite en 2014 après sept ans de travaux et 540 millions d'investissement, permettant un meilleur raccordement avec la ligne LGV Méditerranée.Malgré cela la SNCF ne programme quasiment aucun TGV reliant directement le sillon alpin et le sud de la France en empruntant ce fameux raccordement.
Le changement à la gare de Valence TGV est donc toujours obligatoire.
Pour ce qui concerne le transport aérien, l'aéroport international de Genève est, avec 17,7 millions de passagers en 2015, de loin le plus important en termes de fréquentation. Suivent ensuite l'aéroport de Grenoble-Isère et celui de Chambéry-Savoie, principalement utilisés pour le tourisme hivernal. Deux autres aéroports plus modestes encadrent le sillon alpin, celui d'Annecy-Meythet au nord et celui de Valence-Chabeuil au sud. Par ailleurs, le centre du sillon alpin compte l'un des aérodromes les plus actifs de France, celui du Versoud comptabilisant plus de 86 000 mouvements durant l'année 2015.

### Développement économique et technologique
L'économie du sillon alpin est basée sur de nombreux atouts :
- l'énergie : l'énergie solaire, le photovoltaïque dont les principaux pôles de compétences sont situés à Grenoble et Chambéry et l'énergie hydraulique.
- les micro et nanotechnologies dont les principaux développements se concentrent autour de Grenoble.
- le tourisme
- l'agriculture
- l'industrie du sport
- la communauté Université Grenoble-Alpes

Après la création de Digital Grenoble, nom donné au label grenoblois de la French Tech, ce label s'élargit en 2016 à tout le sillon alpin sous la marque French tech in the Alps permettant ainsi cinq manifestations d'intérêts : la santé, l'alliance du hard et du soft, un pôle images animées, les sports et la transition énergétique[style à revoir].

### Projets de pôle métropolitain
Le 21 octobre 2011, à Chambéry, les présidents et maires des principales villes et agglomérations du sillon alpin (Valence-Romans Sud Rhône-Alpes, Pays Voironnais, Grenoble Alpes Métropole, Chambéry métropole, C2A et Annemasse Agglo) ont annoncé la création début 2012 d'un pôle métropolitain. Cette nouvelle structure coopérative doit permettre de bâtir « les fondements d’une communauté de destin » pour offrir à ses habitants « un cadre de vie de qualité et durable ».
Finalement, c'est un simple « Pôle métropolitain Annecy - Chambéry », structuré autour des deux agglomérations correspondantes, qui est créé le 24 octobre 2018.
En 2011, la coopération du sillon alpin étend ses compétences à la gestion des déchets avec une structure financée selon une clé de répartition et appelée Coopération du sillon alpin pour le développement durable déchets (CSA3D). Son rayon d'action s'étend à 1 300 communes et 2,5 millions d'habitants.